# OFF SHORE DREAMIN'
『OFF SHORE DREAMIN'』（オフ・ショア・ドリーミン）は、日本のロックバンドであるTUBEの2枚目のオリジナル・アルバム。
1985年12月1日にCBS・ソニーからリリースされた。前作『HEART OF SUMMER』（1985年）よりおよそ5か月ぶりにリリースされた作品であり、バンド名が改名前のため「The TUBE」名義の作品となっている。
本作の制作には作詞家として長戸大幸や湯川れい子、三浦徳子などが参加、作曲家として長戸のほかに小田裕一郎や織田哲郎、鈴木キサブローなどが参加しており、前田の自作曲が2曲収録されている。前作に引き続き「夏」「海」「音楽」をコンセプトとしているが、解放的であった前作に対しセンチメンタルを表現した楽曲が多く収録され、また一部の曲においてハードロックの要素が取り入れられている。
本作はオリコンアルバムチャートにおいて最高位第62位と売り上げが振るわず、バンド存続の危機に立たされることとなった。

## 背景
音楽事務所であるビーイング主催の「シルクロード音楽祭」にてベスト・ボーカリスト賞を受賞した前田亘輝とベスト・ギタリスト賞を受賞した春畑道哉は、角野秀行とともにロックバンド「パイプライン」を結成し、その後バンド名を「The TUBE」へと変更して1985年6月1日にシングル「ベストセラー・サマー」でデビューすることとなった。当時はチェッカーズやC-C-Bなどのアイドルバンドが台頭し、またロックシーンにおいてはBOØWYなどもコンセプチュアルなビジュアル・イメージで成功を収めていたことから、TUBEのメンバーも青と白のストライプの衣装を着用していた。しかしこのビジュアル・イメージはメンバー自身が望んだものではなく、メンバーの間では戸惑いの感情もあったという。デビュー曲となった「ベストセラー・サマー」はヒット曲となり、テレビ番組や雑誌においてTUBEが登場するようになる。しかしメンバーは自分たちが待望していた夢と周囲の状況に対して疑問を呈するようになっていた。
同年7月1日には1枚目のアルバム『HEART OF SUMMER』をリリース。7月28日および7月31日にはSEA江ノ島ステージで行われたイベントライブに参加、また8月も様々なイベントライブに参加することになった。過密なスケジュールの中でメンバーはほとんどオフを取れずに夏は過ぎ去ることとなった。1985年8月28日にはフジテレビ系音楽番組『夜のヒットスタジオDELUXE』（1985年 - 1989年）において、当日に出演取りやめになったバンドの代役として初出演することになり、オフのため海に行っていたメンバーは急遽招集が掛かり生放送本番開始10分前にようやくテレビ局のスタジオに入ることとなった。しかし放送では司会者の井上順が「ザ・ウエーブのみなさんです!」とバンド名を間違えるアクシデントが発生した。10月21日には2枚目のシングル「センチメンタルに首ったけ」をリリースした。

## 録音、制作
本作のレコーディングはスタジオバードマンのブラウンルームおよびグレールームにて行われた。1985年10月にはレコーディングのためにメンバーは毎日スタジオに通う状態となっており、デビュー当時のように取材が殺到してレコーディングの時間が削がれることを危惧していたメンバーであったが、実際には取材の依頼は日々減少していき、レコーディングに打ち込める環境になっていた。しかしシングル「センチメンタルに首ったけ」の売り上げ不振のためにスタジオを訪れるレコード会社スタッフは顔を曇らせており、売れたという認識が薄かったメンバーもそれまでに味わったことのない危機感に苛まれる事態になっていった。本作のレコーディング終了後にオフ期間に入ったメンバーは、取材などの音楽以外の仕事に向けて休息を取る日々が続いていた。しかし何日待っても事務所側からは仕事の連絡がなく、事務所側に問い合わせるも「まあ、今までレコーディングや何やらで忙しかったんだし、こういう時期にちゃんと休んでおきなよ」と言われるだけであった。メンバーは不安を抱えながらも11月24日に決定していた逗子マリーナ公演のための練習に明け暮れることとなった。

## 音楽性と歌詞
本作はTUBEが初めて冬にリリースしたアルバムであるが、前作のコンセプトとなっていた「夏」「海」「音楽」という3本柱はそのままとなっている。しかし、前作が「陽」を表現した解放感のある作品であったのに対し、本作は「翳」を主軸としたセンチメンタルの表現が前面に出た作品となっている。本作では作詞家7名、作曲家6名におよぶ多数の作家陣が参加しており、またメンバー全員が1曲ずつ編曲を手掛けたことも大きな特徴となっている。
前作では皆無であったが、本作ではメンバー共通の趣味であるハードロックの要素が取り入れられており、「夏に片思い」におけるギターソロや「Body To Body」におけるギターリフなどに使用されている。本作はセンチメンタルなラブソングを中心に収録されているが、織田哲郎が作詞作曲した「Lookin' For Love」は人生観をテーマとした異質な楽曲となっており、後に前田がソロ活動において発表し続ける「ラブソングならぬライフソング」へとつながる作品となっている。また、TUBEの作品のテーマは「夏」「海」「音楽」であるが、同曲はもう一つの大きなテーマである「人間」「人生」「賛歌」をテーマとした楽曲ともなっている。
その他に、本作では8ビートとロックンロールの要素を前作から引き継いでおり、書籍『地球音楽ライブラリー チューブ 改訂版』ではシンプルなロックンロールであるが故に「前田亘輝の歌の表情がそのまま楽曲の表情になっているのがわかる」と指摘し、「オ・ネ・ガ・イ RADIO」のような「一直線なロックンロール」も前田のボーカルによって「グルーヴし始める」と主張している。また同曲の「落葉波打ち」の箇所でエルヴィス・プレスリーが得意としたシャックリ唱法が使用されていることも同書では指摘し、同曲中で1回のみしか使用されていないことが価値を高めていると主張している。

## リリース、チャート成績
本作は1985年12月1日にCBS・ソニーからLP、CD、CTの3形態でリリースされた。本作収録曲の内、2曲目の「ス・テ・キなサタデーナイト」は織田哲郎 & 9th IMAGEのアルバム『Day and Night』（1980年）収録曲であった「土曜日の夜」から改題されたカバーであり、また6曲目の「Lookin' For Love」も同作からのカバーとなっている。3曲目の「Body To Body」は亜蘭知子のシングル曲のカバーであり、一部歌詞が変更されている。7曲目「オ・ネ・ガ・イ RADIO」と9曲目「センチメンタルに首ったけ」について、シングル盤収録のものと比べて若干イントロの部分に違いがあるため、特に明記はされていないがアルバム・バージョンとなっている。
本作のLP盤はオリコンアルバムチャートにて最高位第62位の登場週数2回で、売り上げ枚数は0.4万枚、CT盤は最高位第72位の登場週数2回で売り上げ枚数は0.2万枚、売り上げ枚数は総合で0.6万枚となった。本作の先行シングルとしてリリースされた「センチメンタルに首ったけ」はオリコンシングルチャートにて最高位第64位の登場週数4回で、売り上げ枚数は0.9万枚とメンバーの思うような成果は得られず、本作の売り上げも芳しくなかったことからTUBEの以降の活動スケジュールは白紙となった。書籍『地球音楽ライブラリー チューブ 改訂版』では本作のセールスに対して「前作と比べると、天国と地獄だったようで、TUBEの初めての冬は苦い季節だった」と記されている。本作はその後CD盤のみ1991年7月1日および2003年7月2日に再リリースされている。

## プロモーション
本作リリースから2週間経過後も事務所からの連絡は途絶えたままになっており、業を煮やした前田がプロデューサーである長戸大幸の下を訪ねたところ、何も書かれていないスケジュール帳を見せられた上でシングルもアルバムも売れていないという状況を告げられた。デビューした夏の状況とは極端に異なる事態にメンバーは戸惑い、高まる不安を打ち消すかのように全員が毎日のように前田の家に集まり話し合いを行っていたという。シングル1枚のヒットで終わる一発屋にはなりたくないとの強い意志を持っていたメンバーは、世間の評価はともかく1枚目のアルバムよりも本作の方がクオリティーが上がっていると自負しており、前田による「こんなふうに話してても仕方ないから、とりあえず練習しようぜ」という言葉に気を取り直したメンバーは、アマチュア時代と同様にひたすら練習を繰り返す日々に明け暮れることとなった。結果として1985年後半のTUBEの活動は白紙の状態で翌年を迎えることになった。

## ツアー
本作を受けたコンサートツアーは開催されておらず、1985年11月24日に「OFF SHORE DREAMIN'」と題した単発コンサートが逗子マリーナにて行われている。後のTUBEは恒例行事として毎年春から夏にかけての4～5か月間にコンサートツアーを行うことになっているが、1985年は前述の公演1回のみとなった。同公演はTUBEにとって初の有料での正式なライブとなっており、アイドル扱いをされていたメンバーは「俺たちはロックバンドなんだ」ということを強くアピールする狙いがあったという。当日のセットリストはメンバーに委ねられていたため、選曲はメンバー自身が行っている。1曲目はロック色の強い「Body To Body」が演奏され、ロックバンドとしてのアピールが続いた結果ライブハウス内はサウナ状態になり、その状況下でシャウトし続けた前田はライブ終了後に酸欠で昏倒し救急車で病院に運ばれる事態となった。

## 収録曲
CDブックレットに記載されたクレジットを参照。
| #         | タイトル                                                     | 作詞       | 作曲       | 編曲      | 時間  |
| --------- | ------------------------------------------------------------ | ---------- | ---------- | --------- | ----- |
| 1.        | 「夏に片想い」(Natsu ni Kataomoi)                            | 長戸大幸   | 小田裕一郎 | 長戸大幸  | 3:51  |
| 2.        | 「ス・テ・キ・なサタデーナイト」(SU･TE･KI･NA Saturday Night) | 織田哲郎   | 織田哲郎   | 長戸大幸  | 3:58  |
| 3.        | 「Body To Body」(Body to Body)                               | 亜蘭知子   | 西村昌教   | 長戸大幸  | 4:37  |
| 4.        | 「Good-bye, Morning Star」(Good-Bye, Morning Star)           | 湯川れい子 | 織田哲郎   | 前田亘輝  | 4:11  |
| 5.        | 「波に流すメモリー」(Nami ni Nagasu Memory)                  | 前田亘輝   | 長戸大幸   | 春畑道哉  | 5:07  |
| 合計時間: | 合計時間:                                                    | 合計時間:  | 合計時間:  | 合計時間: | 21:44 |

| #         | タイトル                                               | 作詞      | 作曲           | 編曲      | 時間  |
| --------- | ------------------------------------------------------ | --------- | -------------- | --------- | ----- |
| 6.        | 「Lookin' For Love」(Lookin' for Love)                 | 織田哲郎  | 織田哲郎       | 前田亘輝  | 3:13  |
| 7.        | 「オ・ネ・ガ・イ RADIO」(O･NE･GA･I Radio)              | 前田亘輝  | 前田亘輝       | 前田亘輝  | 3:20  |
| 8.        | 「スタンダードな恋物語」(Standard na Koimonogatari)    | 山地清子  | 前田亘輝       | 松本玲二  | 4:22  |
| 9.        | 「センチメンタルに首ったけ」(Sentimental ni Kubittake) | 三浦徳子  | 鈴木キサブロー | 長戸大幸  | 3:55  |
| 10.       | 「冬の海岸通り」(Fuyu no Kaigandōri)                   | 亜蘭知子  | 小田裕一郎     | 角野秀行  | 5:55  |
| 合計時間: | 合計時間:                                              | 合計時間: | 合計時間:      | 合計時間: | 20:45 |

## スタッフ・クレジット

### The TUBE
CDブックレットのバックカバーに記載されたクレジットを参照。
- 前田亘輝 – リード・ボーカル、ギター
- 春畑道哉 – ギター、キーボード、バックグラウンド・ボーカル
- 角野秀行 – ベース、バックグラウンド・ボーカル
- 松本玲二 – ドラムス、バックグラウンド・ボーカル

### スタッフ
CDブックレットに記載されたクレジットを参照。
- 長戸大幸 – プロデューサー
- 小松久 – ディレクター
- 渡部良 – ディレクター
- 酒井政利 – エグゼクティブ・プロデューサー
- 菅原潤一 – エグゼクティブ・プロデューサー
- 坂本充弘（スタジオバードマン） – エンジニア
- 菅原伸行（スタジオバードマン） – アシスタント・エンジニア
- 島田勝弘（スタジオバードマン） – アシスタント・エンジニア
- 伊藤宏樹（スタジオバードマン） – アシスタント・エンジニア
- 谷口英二 – カッティング・エンジニア
- 前田のぶこ – スペシャル・サンクス
- 中島正雄 – スペシャル・サンクス
- 増田隆宣 – スペシャル・サンクス
- 清水一雄 – スペシャル・サンクス
- フェルナンデス – スペシャル・サンクス
- 仁張明男 – アート・ディレクション、デザイン
- 坂井智明 – デザイン
- 河原勝 – カバー写真
- 西川よしえ – バック&インナー写真
- 桜井久子 – スタイリスト

## リリース日一覧
| No. | リリース日    | レーベル                                     | 規格   | カタログ番号 | 最高順位 | 備考                   | 出典          |
| --- | ------------- | -------------------------------------------- | ------ | ------------ | -------- | ---------------------- | ------------- |
| 1   | 1985年12月1日 | CBS・ソニー                                  | LP     | 28AH-1958    | 62位     |                        | [ 26 ]        |
| 2   | 1985年12月1日 | CBS・ソニー                                  | CD     | 32DH-295     | -        |                        |               |
| 3   | 1985年12月1日 | CBS・ソニー                                  | CT     | 28KH-1779    | 72位     |                        | [ 26 ]        |
| 4   | 1991年7月1日  | ソニー・ミュージックレコーズ                 | CD     | SRCL-2010    | -        |                        | [ 27 ] [ 28 ] |
| 5   | 2003年7月2日  | ソニー・ミュージックアソシエイテッドレコーズ | CD     | AICL-1451    | -        |                        | [ 29 ] [ 30 ] |
| 6   | 2012年11月7日 | ソニー・ミュージックレーベルズ               | AAC-LC | -            | -        | デジタル・ダウンロード | [ 31 ]        |